# Godfried Roemeratoe
Godfried Roemeratoe (Oost-Souburg, 19 agosto 1999) è un calciatore olandese, centrocampista o difensore dell'RKC Waalwijk.

## Caratteristiche tecniche
È un centrocampista centrale che può essere impiegato anche al centro della difesa.

## Carriera

### Club
Cresciuto nel settore giovanile del Twente, ha esordito in prima squadra il 21 dicembre 2018 disputando l'incontro di Eerste Divisie vinto 2-0 contro il N.E.C..

### Nazionale
Dopo aver giocato nella nazionale olandese Under-17 ha scelto di rappresentare Curaçao, con la cui nazionale maggiore ha esordito nel 2023.
Nel 2025 ha partecipato alla CONCACAF Gold Cup.

## Statistiche
Statistiche aggiornate al 18 agosto 2019.

### Presenze e reti nei club
| Stagione        | Squadra         | Campionato      | Campionato | Campionato | Coppe nazionali | Coppe nazionali | Coppe nazionali | Coppe continentali | Coppe continentali | Coppe continentali | Altre coppe | Altre coppe | Altre coppe | Totale | Totale | Totale |
| Stagione        | Squadra         | Comp            | Pres       | Reti       | Comp            | Pres            | Reti            | Comp               | Pres               | Reti               | Comp        | Pres        | Reti        | Pres   | Reti   |        |
| --------------- | --------------- | --------------- | ---------- | ---------- | --------------- | --------------- | --------------- | ------------------ | ------------------ | ------------------ | ----------- | ----------- | ----------- | ------ | ------ | ------ |
| 2017-2018       | Jong Twente     | 2D              | 31         | 0          |                 | -               | -               |                    | -                  | -                  |             | -           | -           | 31     | 0      |        |
| 2018-2019       | Twente          | 1D              | 3          | 0          | CO              | 0               | 0               |                    | -                  | -                  |             | -           | -           | 3      | 0      |        |
| 2019-2020       | Twente          | ED              | 3          | 0          | CO              | 0               | 0               |                    | -                  | -                  |             | -           | -           | 3      | 0      |        |
| Totale carriera | Totale carriera | Totale carriera | 27         | 0          |                 | 0               | 0               |                    | -                  | -                  |             | -           | -           | 37     | 0      |        |

### Cronologia presenze e reti in nazionale
| Cronologia completa delle presenze e delle reti in nazionale ― Curaçao | Cronologia completa delle presenze e delle reti in nazionale ― Curaçao | Cronologia completa delle presenze e delle reti in nazionale ― Curaçao | Cronologia completa delle presenze e delle reti in nazionale ― Curaçao | Cronologia completa delle presenze e delle reti in nazionale ― Curaçao | Cronologia completa delle presenze e delle reti in nazionale ― Curaçao | Cronologia completa delle presenze e delle reti in nazionale ― Curaçao | Cronologia completa delle presenze e delle reti in nazionale ― Curaçao |
| Data                                                                   | Città                                                                  | In casa                                                                | Risultato                                                              | Ospiti                                                                 | Competizione                                                           | Reti                                                                   | Note                                                                   |
| ---------------------------------------------------------------------- | ---------------------------------------------------------------------- | ---------------------------------------------------------------------- | ---------------------------------------------------------------------- | ---------------------------------------------------------------------- | ---------------------------------------------------------------------- | ---------------------------------------------------------------------- | ---------------------------------------------------------------------- |
| 25-3-2023                                                              | Willemstad                                                             | Curaçao                                                                | 0 – 2                                                                  | Canada                                                                 | CONCACAF Nations League 2022-2023 - 1º turno                           | -                                                                      | 45’                                                                    |
| 28-3-2023                                                              | Santiago del Estero                                                    | Argentina                                                              | 7 – 0                                                                  | Curaçao                                                                | Amichevole                                                             | -                                                                      | 84’                                                                    |
| 13-6-2023                                                              | Fort Lauderdale                                                        | Curaçao                                                                | 0 – 0                                                                  | Porto Rico                                                             | Amichevole                                                             | -                                                                      | 45’                                                                    |
| 7-9-2023                                                               | Port of Spain                                                          | Trinidad e Tobago                                                      | 1 – 0                                                                  | Curaçao                                                                | CONCACAF Nations League 2023-2024 - 1º turno                           | -                                                                      |                                                                        |
| 10-9-2023                                                              | Fort-de-France                                                         | Martinica                                                              | 1 – 0                                                                  | Curaçao                                                                | CONCACAF Nations League 2023-2024 - 1º turno                           | -                                                                      | 41’ 72’                                                                |
| 13-10-2023                                                             | Willemstad                                                             | Curaçao                                                                | 1 – 2                                                                  | Panama                                                                 | CONCACAF Nations League 2023-2024 - 1º turno                           | -                                                                      | 66’                                                                    |
| 17-10-2023                                                             | Willemstad                                                             | Curaçao                                                                | 5 – 3                                                                  | Trinidad e Tobago                                                      | CONCACAF Nations League 2023-2024 - 1º turno                           | 1                                                                      |                                                                        |
| 16-11-2023                                                             | Willemstad                                                             | Curaçao                                                                | 1 – 1                                                                  | El Salvador                                                            | Amichevole                                                             | -                                                                      |                                                                        |
| 20-11-2023                                                             | Willemstad                                                             | Curaçao                                                                | 1 – 1                                                                  | El Salvador                                                            | Amichevole                                                             | -                                                                      |                                                                        |
| 5-6-2024                                                               | Willemstad                                                             | Curaçao                                                                | 4 – 1                                                                  | Barbados                                                               | Qual. Mondiali 2026                                                    | -                                                                      |                                                                        |
| 8-6-2024                                                               | Oranjestad                                                             | Aruba                                                                  | 0 – 2                                                                  | Curaçao                                                                | Qual. Mondiali 2026                                                    | -                                                                      | 46’                                                                    |
| 6-9-2024                                                               | Saint George's                                                         | Saint Lucia                                                            | 2 – 1                                                                  | Curaçao                                                                | CONCACAF Nations League 2024-2025 - 1º turno                           | -                                                                      |                                                                        |
| 9-9-2024                                                               | Saint George's                                                         | Curaçao                                                                | 4 – 0                                                                  | Saint-Martin                                                           | CONCACAF Nations League 2024-2025 - 1º turno                           | -                                                                      | 16’ 78’                                                                |
| 15-11-2024                                                             | Willemstad                                                             | Saint-Martin                                                           | 0 – 5                                                                  | Curaçao                                                                | CONCACAF Nations League 2024-2025 - 1º turno                           | -                                                                      | 61’                                                                    |
| 18-11-2024                                                             | Willemstad                                                             | Curaçao                                                                | 4 – 1                                                                  | Saint Lucia                                                            | CONCACAF Nations League 2024-2025 - 1º turno                           | -                                                                      | 74’                                                                    |
| 6-6-2025                                                               | Oranjestad                                                             | Curaçao                                                                | 4 – 0                                                                  | Saint Lucia                                                            | Qual. Mondiali 2026                                                    | -                                                                      | 76’ 90’                                                                |
| 10-6-2025                                                              | Oranjestad                                                             | Haiti                                                                  | 1 – 5                                                                  | Curaçao                                                                | Qual. Mondiali 2026                                                    | -                                                                      | 76’                                                                    |
| 17-6-2025                                                              | San Jose                                                               | Curaçao                                                                | 0 – 0                                                                  | El Salvador                                                            | Gold Cup 2025 - 1° turno                                               | -                                                                      | 84’                                                                    |
| 21-6-2025                                                              | Houston                                                                | Curaçao                                                                | 1 – 1                                                                  | Canada                                                                 | Gold Cup 2025 - 1° turno                                               | -                                                                      | 60’                                                                    |
| 24-6-2025                                                              | San Jose                                                               | Honduras                                                               | 2 – 1                                                                  | Curaçao                                                                | Gold Cup 2025 - 1° turno                                               | -                                                                      | 66’                                                                    |
| Totale                                                                 |                                                                        | Presenze                                                               | 20                                                                     |                                                                        | Reti                                                                   | 1                                                                      |                                                                        |

## Palmarès

### Club

#### Competizioni nazionali
- Eerste Divisie: 1

Twente: 2018-2019